# 朱霜成
朱霜成（韓語：주상성，1933年8月1日—），又译为朱相成，朝鮮民主主義人民共和国政治人物、軍人。朝鮮人民軍大将。
出生于朝鲜江原道文川市，毕业于金日成军事大学，1951年入伍，历任军高级作战参谋，旅长，师长，地区司令部参谋长，人民军第4军军长，总参谋部检阅官。1970年当选劳动党中央候补委员。1991年，当选中央委员。1992年，晋升为朝鲜人民军上将。1997年2月，晋升为大将。2004年7月起，任内閣人民保安相（人民保安部部長）。2009年起，任国防委员会委员。2010年朝鲜劳动党代表会议上，当选中央政治局委员。
据朝鲜中央通讯社2011年3月16日报道，朝鲜国防委员会当天解除了人民保安部部长朱相成的职务。

## 履历
- 金日成军事综合大学毕业
- 1970年当选劳动党中央候补委员。
- 1990年召开的第9届最高人民会议代议员
- 1991年当选劳动党中央委员会委员
- 1992年，人民军上将
- 1994年金日成国家治丧委员会委员
- 1995年吴镇宇国家治丧委员会委员
- 1997年人民军大将
- 1997年第4军军长
- 1998年第10届最高人民会议代议员
- 2004年人民保安省保安相
- 2005年延亨默国家治丧委员会委员
- 2008年朴成哲国家治丧委员会委员
- 2009年第12届最高人民会议代议员兼法制委员会委员长、国防委员会委员、人民保安省保安相(留任)
- 2010年人民保安部部长(人民保安相)
- 2010年劳动党政治局委员、中央委员
- 2010年赵明禄国家治丧委员会委员长
- 2011年人民保安部长罢免
- 2011年最高人民会议法制委员长罢免